# Copa Pan-Americana de Voleibol Masculino de 2013
A Copa Pan-Americana de Voleibol Masculino de 2013 foi a 8ª edição do torneio organizado pela Confederação da América do Norte, Central e Caribe de Voleibol (NORCECA) em parceria com a Confederação Sul-Americana de Voleibol (CSV), realizado no período de 19 a 24 de agosto, com as partidas realizadas no Gimnasio Olímpico Juan de la Barrera, na Cidade do México, no México.
A seleção brasileira venceu seu segundo título da competição ao vencer na final a seleção anfitriã. O ponteiro brasileiro Ricardo Lucarelli foi eleito o melhor jogador do torneio.

## Seleções participantes
| Grupo                | Equipe     | Última aparição |
| A                    |            |                 |
| -------------------- | ---------- | --------------- |
| A                    | Argentina  | 2012            |
| A                    | Brasil     | 2012            |
| A                    | Porto Rico | 2011            |
| B                    |            |                 |
| Estados Unidos       | 2012       |                 |
| México               | 2012       |                 |
| República Dominicana | 2012       |                 |
| Trinidad e Tobago    | 2012       |                 |

## Formato da disputa
O torneio foi dividido em duas fases: fase classificatória e fase final.
As sete equipes participantes foram divididas em dois grupos: ao final da primeira fase, o primeiro classificado de cada grupo foi direto para as semifinais, o vice e terceiro classificado de cada grupo entraram nas quartas de final, enquanto o último classificado do grupo B disputou o sexto lugar; as equipes derrotadas nas quartas de final disputaram pelo quinto lugar; a equipe derrotada na disputa pelo quinto lugar se classificou para disputar o sexto lugar.
Cada grupo foi jogado com um sistema de todos contra todos e as equipes foram classificadas de acordo com os seguintes critérios:
1. Maior número de partidas ganhas.
2. Maior número de pontos obtidos, que são concedidos da seguinte forma:
  - Partida com resultado final 3-0: 5 pontos para o vencedor e 0 pontos para o perdedor.
  - Partida com resultado final 3-1: 4 pontos para o vencedor e 1 pontos para o perdedor.
  - Partida com resultado final 3-2: 3 pontos para o vencedor e 2 pontos para o perdedor.
3. Proporção entre pontos ganhos e pontos perdidos (razão de pontos).
4. Proporção entre os sets ganhos e os sets perdidos (razão de sets).
5. Se o empate persistir entre duas equipes, a prioridade é dada à equipe que venceu a última partida entre as equipes envolvidas.
6. Se o empate persistir entre três equipes ou mais, uma nova classificação será feita levando-se em conta apenas as partidas entre as equipes envolvidas.

## Fase classificatória
- Todas partidas no horário local (UTC-5).

### Grupo A
|     |            |     | Jogos | Jogos | Jogos | Resultados | Resultados | Resultados | Resultados | Resultados | Resultados | Sets | Sets | Sets  | Pontos | Pontos | Pontos |
| Pos | Equipe     | Pts | T     | V     | D     | 3–0        | 3–1        | 3–2        | 2–3        | 1–3        | 0–3        | V    | P    | R     | V      | P      | R      |
| --- | ---------- | --- | ----- | ----- | ----- | ---------- | ---------- | ---------- | ---------- | ---------- | ---------- | ---- | ---- | ----- | ------ | ------ | ------ |
| 1   | Brasil     | 10  | 2     | 2     | 0     | 2          | 0          | 0          | 0          | 0          | 0          | 6    | 0    | MAX   | 151    | 116    | 1.302  |
| 2   | Argentina  | 4   | 2     | 1     | 1     | 0          | 1          | 0          | 0          | 0          | 1          | 3    | 4    | 0.750 | 155    | 162    | 0.957  |
| 3   | Porto Rico | 1   | 2     | 0     | 2     | 0          | 0          | 0          | 0          | 1          | 1          | 1    | 6    | 0.167 | 141    | 169    | 0.834  |

Resultados
| Data   | Hora  |           | Placar |            | Set 1 | Set 2 | Set 3 | Set 4 | Set 5 | Total | Relatório |
| ------ | ----- | --------- | ------ | ---------- | ----- | ----- | ----- | ----- | ----- | ----- | --------- |
| 19 ago | 15:04 | Brasil    | 3–0    | Porto Rico | 25–13 | 26–24 | 25–17 |       |       | 76–54 | P2 P3     |
| 20 ago | 16:00 | Argentina | 3–1    | Porto Rico | 18–25 | 25–22 | 25–22 | 25–18 |       | 93–87 | P2 P3     |
| 21 ago | 16:00 | Brasil    | 3–0    | Argentina  | 25–22 | 25–19 | 25–21 |       |       | 75–62 | P2 P3     |

### Grupo B
|     |                      |     | Jogos | Jogos | Jogos | Resultados | Resultados | Resultados | Resultados | Resultados | Resultados | Sets | Sets | Sets  | Pontos | Pontos | Pontos |
| Pos | Equipe               | Pts | T     | V     | D     | 3–0        | 3–1        | 3–2        | 2–3        | 1–3        | 0–3        | V    | P    | R     | V      | P      | R      |
| --- | -------------------- | --- | ----- | ----- | ----- | ---------- | ---------- | ---------- | ---------- | ---------- | ---------- | ---- | ---- | ----- | ------ | ------ | ------ |
| 1   | México               | 12  | 3     | 3     | 0     | 1          | 1          | 1          | 0          | 0          | 0          | 9    | 3    | 3.000 | 276    | 256    | 1.078  |
| 2   | Estados Unidos       | 10  | 3     | 2     | 1     | 1          | 0          | 1          | 1          | 0          | 0          | 8    | 5    | 1.600 | 294    | 246    | 1.195  |
| 3   | República Dominicana | 8   | 3     | 1     | 2     | 1          | 0          | 0          | 1          | 1          | 0          | 6    | 6    | 1.000 | 262    | 250    | 1.048  |
| 4   | Trinidad e Tobago    | 0   | 3     | 0     | 3     | 0          | 0          | 0          | 0          | 0          | 3          | 0    | 9    | 0.000 | 145    | 225    | 0.644  |

Resultados
| Data   | Hora  |                      | Placar |                      | Set 1 | Set 2 | Set 3 | Set 4 | Set 5 | Total   | Relatório |
| ------ | ----- | -------------------- | ------ | -------------------- | ----- | ----- | ----- | ----- | ----- | ------- | --------- |
| 19 ago | 17:00 | Estados Unidos       | 3–2    | República Dominicana | 26–24 | 25–14 | 22–25 | 21–25 | 15–7  | 109–95  | P2 P3     |
| 19 ago | 20:43 | México               | 3–0    | Trinidad e Tobago    | 25–19 | 25–16 | 25–19 |       |       | 75–54   | P2 P3     |
| 20 ago | 18:24 | Estados Unidos       | 3–0    | Trinidad e Tobago    | 25–14 | 25–10 | 25–20 |       |       | 75–44   | P2 P3     |
| 20 ago | 20:07 | México               | 3–1    | República Dominicana | 18–25 | 25–20 | 26–24 | 25–23 |       | 94–92   | P2 P3     |
| 21 ago | 18:03 | República Dominicana | 3–0    | Trinidad e Tobago    | 25–18 | 25–13 | 25–16 |       |       | 75–47   | P2 P3     |
| 21 ago | 20:00 | México               | 3–2    | Estados Unidos       | 21–25 | 25–23 | 19–25 | 25–22 | 17–15 | 107–110 | P2 P3     |

## Fase final

### Chaveamento
|  | Quartas de final     | Quartas de final |            |   | Semifinais | Semifinais     |                |  | Final | Final |
|  |                      |                  |            |   |            |                |                |  |       |       |
|  |                      |                  |            |   |            |                |                |  |       |       |
|  |                      |                  |            |   |            |                |                |  |       |       |
|  |                      |                  |            |   |            |                |                |  |       |       |
|  |                      |                  |            |   |            |                |                |  |       |       |
|  |                      |                  |            |   |            |                |                |  |       |       |
|  | México               | 3                |            |   |            |                |                |  |       |       |
|  | México               | 3                |            |   |            |                |                |  |       |       |
|  |                      |                  | Argentina  | 1 |            |                |                |  |       |       |
|  | Argentina            | 3                | Argentina  | 1 |            |                |                |  |       |       |
|  | Argentina            | 3                |            |   |            |                |                |  |       |       |
|  | República Dominicana | 0                |            |   |            |                |                |  |       |       |
|  | República Dominicana | 0                | México     | 0 |            |                |                |  |       |       |
|  |                      |                  | México     | 0 |            |                |                |  |       |       |
|  |                      | Brasil           | 3          |   |            |                |                |  |       |       |
|  |                      | Brasil           | 3          |   |            |                |                |  |       |       |
|  |                      |                  |            |   |            |                |                |  |       |       |
|  |                      |                  |            |   |            |                |                |  |       |       |
|  | Brasil               | 3                |            |   |            |                |                |  |       |       |
|  | Brasil               | 3                |            |   |            |                |                |  |       |       |
|  |                      |                  | Porto Rico | 0 |            | Terceiro lugar | Terceiro lugar |  |       |       |
|  | Estados Unidos       | 2                | Porto Rico | 0 |            | Terceiro lugar | Terceiro lugar |  |       |       |
|  | Estados Unidos       | 2                |            |   |            |                |                |  |       |       |
|  | Porto Rico           | 3                |            |   |            |                |                |  |       |       |
|  | Porto Rico           | 3                | Argentina  | 3 |            |                |                |  |       |       |
|  |                      |                  |            |   |            |                |                |  |       |       |
|  | Porto Rico           | 2                |            |   |            |                |                |  |       |       |
|  | Porto Rico           | 2                |            |   |            |                |                |  |       |       |

### Quartas de final
| Data   | Hora  |                | Placar |                      | Set 1 | Set 2 | Set 3 | Set 4 | Set 5 | Total   | Relatório |
| ------ | ----- | -------------- | ------ | -------------------- | ----- | ----- | ----- | ----- | ----- | ------- | --------- |
| 22 ago | 18:00 | Argentina      | 3–0    | República Dominicana | 25–17 | 25–19 | 25–22 |       |       | 75–58   | P2 P3     |
| 22 ago | 20:00 | Estados Unidos | 2–3    | Porto Rico           | 25–16 | 16–25 | 28–26 | 25–27 | 16–18 | 110–112 | P2 P3     |

### Semifinais
| Data   | Hora  |        | Placar |            | Set 1 | Set 2 | Set 3 | Set 4 | Set 5 | Total | Relatório |
| ------ | ----- | ------ | ------ | ---------- | ----- | ----- | ----- | ----- | ----- | ----- | --------- |
| 23 ago | 18:10 | Brasil | 3–0    | Porto Rico | 25–13 | 25–19 | 29–27 |       |       | 79–59 | P2 P3     |
| 23 ago | 20:10 | México | 3–1    | Argentina  | 25–21 | 27–25 | 12–25 | 25–21 |       | 89–92 | P2 P3     |

### Quinto lugar
| Data   | Hora  |                      | Placar |                | Set 1 | Set 2 | Set 3 | Set 4 | Set 5 | Total | Relatório |
| ------ | ----- | -------------------- | ------ | -------------- | ----- | ----- | ----- | ----- | ----- | ----- | --------- |
| 23 ago | 16:15 | República Dominicana | 0–3    | Estados Unidos | 20–25 | 19–25 | 14–25 |       |       | 53–75 | P2 P3     |

### Sexto lugar
| Data   | Hora  |                   | Placar |                      | Set 1 | Set 2 | Set 3 | Set 4 | Set 5 | Total | Relatório |
| ------ | ----- | ----------------- | ------ | -------------------- | ----- | ----- | ----- | ----- | ----- | ----- | --------- |
| 24 ago | 13:00 | Trinidad e Tobago | 0–3    | República Dominicana | 17–25 | 19–25 | 14–25 |       |       | 50–75 | P2 P3     |

### Terceiro lugar
| Data   | Hora  |           | Placar |            | Set 1 | Set 2 | Set 3 | Set 4 | Set 5 | Total  | Relatório |
| ------ | ----- | --------- | ------ | ---------- | ----- | ----- | ----- | ----- | ----- | ------ | --------- |
| 24 ago | 15:00 | Argentina | 3–2    | Porto Rico | 25–18 | 22–25 | 25–18 | 20–25 | 15–12 | 107–98 | P2 P3     |

### Final
| Data   | Hora  |        | Placar |        | Set 1 | Set 2 | Set 3 | Set 4 | Set 5 | Total | Relatório |
| ------ | ----- | ------ | ------ | ------ | ----- | ----- | ----- | ----- | ----- | ----- | --------- |
| 24 ago | 17:46 | México | 0–3    | Brasil | 21–25 | 20–25 | 17–25 |       |       | 58–75 | P2 P3     |

## Classificação final
| Pos | Equipe               |
| --- | -------------------- |
| 1   | Brasil               |
| 2   | México               |
| 3   | Argentina            |
| 4   | Porto Rico           |
| 5   | Estados Unidos       |
| 6   | República Dominicana |
| 7   | Trinidad e Tobago    |

## Premiações
| Copa Pan-Americana de 2013 |
| Brasil                     |
| -------------------------- |
| Brasil Campeão (2º título) |

### Individuais
Os atletas que se destacaram individualmente foramː
| - Most Valuable Player (MVP) Ricardo Lucarelli - Melhor Levantador Juan Finoli - Melhores Ponteiros Elvis Contreras Taylor Sander | - Melhores Centrais Maurício Souza Isac Santos - Melhores Oposto Renan Buiatti - Melhor Líbero Gregory Berrios |